# Димитър Стоицов Измирлиев
Вижте пояснителната страница за други личности с името Димитър Измирлиев.
Димитър Стоицов Измирлиев е български общественик и революционер.

## Биография
Роден е в източномакедонския град Горна Джумая. Занимава се с търговия с тютюни. Активен член е на Горноджумайската българска община. Измирлиев участва в издействането на фермана за построяване на църквата „Въведение Богородично“. Освен участието си в обществено-политическия живот на Горна Джумая Измирлиев подпомага и местния революционен комитет.
Женен е за Тона Икономова (? - 1877), произхождаща от хайдушки род от малешевското село Берово. Те имат петима синове - Андон, Сотир, Никола, Стефан и Георги. Най-малкият им син Георги Измирлиев (1851 - 1876) е виден революционер, апостол на Априлското въстание.
Измирлиев умира в 1861 година.